# Lepthyphantes phialoides
Lepthyphantes phialoides là một loài nhện trong họ Linyphiidae.
Loài này thuộc chi Lepthyphantes. Lepthyphantes phialoides được miêu tả năm 1990 bởi Scharff.